# AP헬스케어
AP헬스케어(AP Healthcare Inc.)는 대한민국의 게임 및 바이오 기업이다. 본사는 경기도 성남시 중원구 둔촌대로 545 한라시그마밸리 B1에 위치해 있으며 대표이사는 임진형이다. 2024년 에이프로젠헬스케어앤게임즈(약칭: 에이프로젠 H&G)에서 현재의 사명으로 변경하였다.

## 종속회사
- 에이프로젠아이앤씨㈜

## 같이 보기
- 에이프로젠

## 참고문헌
1. ↑  에이프로젠H&G, '에이피헬스케어'로 사명 변경, 디지털투데이, 2024.03.25